# Pole (Einheit)
Pole, Perch, Pearch, Rod oder Lug, war ein englisches Längenmaß und entsprach der Rute. 
- 1 Pole = 5,5 Yards = 16,5 Feet = 2229 ⅜ Pariser Linien = 5,029102 Meter
- 4 Pole = 1 Chain = 22 Yards
- 40 Pole = 1 Furlong = 220 Yards
- 320 Pole = 1 Mile/Meile (engl.) = 1760 Yards

Entsprechend der Verwendung unterschied man noch zwischen  Cheshire-Pole, Forest-Pole und Woodland-Pole.
- 1 Forest-Pole/Waldrute/Plantation-Rute = 7 Yards = 21 Feet = 2837 ⅓ Pariser Linien = 6,400684 Meter
- 1 Woodland-Pole/Holzland-Rute = 6 Yards = 18 Feet = 2432 Pariser Linien = 5,486301 Meter[1]
- 1 Cheshire-Pole = 8 Yards[2]